# Hilarion (Arabadżijew)
Hilarion, imię świeckie Grigori Arabadżijew (ur. 8 lutego 1870 w Sewliewie, zm. 1939 w Sliwenie) – bułgarski biskup prawosławny.

## Życiorys
Ukończył szkołę duchowną w Tyrnowie, następnie uczył przez trzy lata w szkole w rodzinnym mieście, po czym wyjechał do Imperium Rosyjskiego, gdzie ukończył wyższe studia teologiczne w Kijowskiej Akademii Duchownej w 1898. Po powrocie do Bułgarii do 1903 pracował jako nauczyciel w szkole pedagogicznej w Kazanłyku. Przed 1904 został mnichem, zaś w wymienionym roku został wyświęcony na hierodiakona przez metropolitę sliweńskiego Gerwazego. Ten sam hierarcha mianował go protosynglem metropolii sliweńskiej, zaś w 1905 wyświęcił na hieromnicha.
W 1908 wyjechał do Konstantynopola, by objąć stanowisko rektora seminarium duchownego Patriarchatu Konstantynopolitańskiego na wyspie Chalki. Po roku wrócił do metropolii sliweńskiej i ponownie został mianowany jej protosynglem. Był także redaktorem pisma „Misjonarz”. Od 1916 do 1917 pracował również w męskim gimnazjum w Sliwenie.
25 listopada 1917 miała miejsce jego chirotonia na biskupa welickiego, wikariusza metropolii sliweńskiej. W 1922, po śmierci metropolity sliweńskiego Gerwazego, został wybrany na jego następcę. W 1934 rozpoczął budowę nowej rezydencji metropolitalnej w Sliwenie, lecz zmarł, nie doczekawszy zakończenia prac budowlanych. Wyróżniający się kaznodzieja, wydał szereg swoich homilii drukiem.